# Victory Road 2016
Victory Road 2016 è stata la nona edizione del pay-per-view prodotto dalla federazione Total Nonstop Action Wrestling (TNA). L'evento si è svolto tra il 17 e 19 marzo 2016 nell'Impact Wrestling Zone di Orlando, Florida ed è stato trasmesso il 20 maggio 2016.
Questo evento vide le ultime apparizioni di Bobby Roode (passato alla WWE) e Velvet Sky (passata al circuito indipendente).

## Risultati
| #  | Risultati                                                                                     | Stipulazioni                                                                            | Durata |
| -- | --------------------------------------------------------------------------------------------- | --------------------------------------------------------------------------------------- | ------ |
| 1  | Andrew Everett (con Gregory Shane Helms e Trevor Lee) ha sconfitto DJZ (con Eddie Edwards)    | Single match per le qualificazioni al Battle royal Gauntlet match successivo            | 09:31  |
| 2  | Velvet Sky ha sconfitto Marti Bell                                                            | Single match                                                                            | 07:02  |
| 3  | Chris Melendez defeated Beauregarde                                                           | Single match                                                                            | 05:05  |
| 4  | Kurt Angle (c) ha sconfitto Mick Foley                                                        | Single match per il titolo TNA World Heavyweight Championship Victory Road (2009) match | 14:06  |
| 5  | James Storm defeated Bram                                                                     | Single match                                                                            | 12:20  |
| 6  | The BroMans (Robbie E e Jessie Godderz) ha sconfitto The Tribunal (Basile Baraka e Baron Dax) | Tag team match                                                                          | 08:36  |
| 7  | Bobby Roode ha sconfitto Braxton Sutter (con Allie)                                           | Single match                                                                            | 10:57  |
| 8  | Abyss ha sconfitto Dr. Stevie                                                                 | No Disqualification match {Victory Road (2009) match                                    | 09:51  |
| 9  | Trevor Lee (con Gregory Shane Helms) ha sconfitto Eddie Edwards                               | Single match                                                                            | 10:45  |
| 10 | Ethan Carter III ha sconfitto Eli Drake                                                       | Single match                                                                            | 09:20  |
|    | (c) = campione in carica al momento dell'inizio del match                                     |                                                                                         |        |